# Iglesia de San Juan Crisóstomo (Venecia)
La iglesia de san Juan Crisóstomo (san Giovanni Crisostomo en italiano) es un templo de culto católico situado en el barrio (sestiere) de Cannaregio, en la ciudad de Venecia (Véneto, Italia).

## Descripción
La iglesia fue fundada en 1080, y resultó destruida por el fuego en 1475. La reconstrucción comenzó en 1497 bajo la dirección del arquitecto renacentista Mauro Codussi y su hijo, Domenico. Las obras concluyeron en 1525. El campanario data de finales del siglo XVI. El interior se basa en un diseño de planta de cruz griega.
En la parte interior de la fachada cuelgan dos grandes lienzos, anteriormente puertas de órgano, de Giovanni Mansueti representando a los Santos Onofre, Ágata, Andrés y Juan Crisóstomo. Onofre era el santo cotitular, venerado por la confraternidad de los tentori (tintoreros) como su patrón. En 1516, una reliquia del santo, su dedo, fue donada a esta iglesia.
De una de las capillas de la derecha cuelga un cuadro representando a los Santos Jerónimo, Cristóbal y Luis (1513), de Giovanni Bellini. En la parte posterior izquierda, la capilla del Rosario guarda uno de los primeros trabajos de Sebastiano del Piombo, Los santos Juan Crisóstomo, Juan el Bautista, Juan el Evangelista, Teodoro, Magdalena, Lucía y Catalina o, abreviadamente, San Juan Crisóstomo y seis santos, encargo de Caterina Contarini. Vasari atribuyó erróneamente esta pintura a Giorgione, y no sin razón porque Sebastiano sigue de cerca el estilo del maestro en esta obra. 
En la pared del ábside, una serie de lienzos muestran pasajes de la vida de san Juan Crisóstomo y Cristo. El altar mayor está presidido por un relieve del Descendimiento. A la izquierda se encuentra una capilla construida para Giacomo Bernabo, con diseños escultóricos de Codussi. El retablo de mármol de la Coronación de la Virgen (1500-1502) fue acabado por Tullio Lombardo.

## Galería

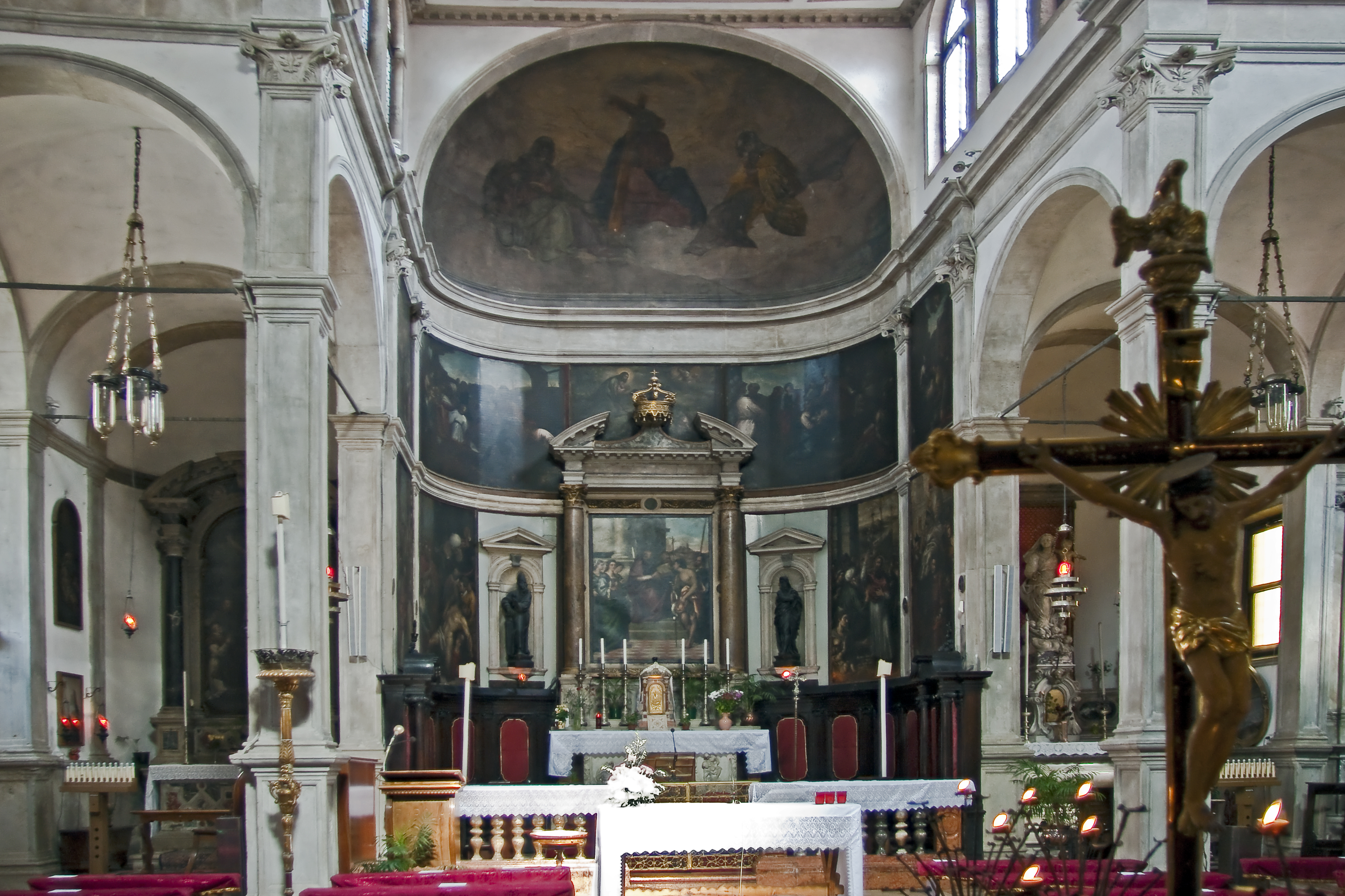
Visto desde el interior de la iglesia.
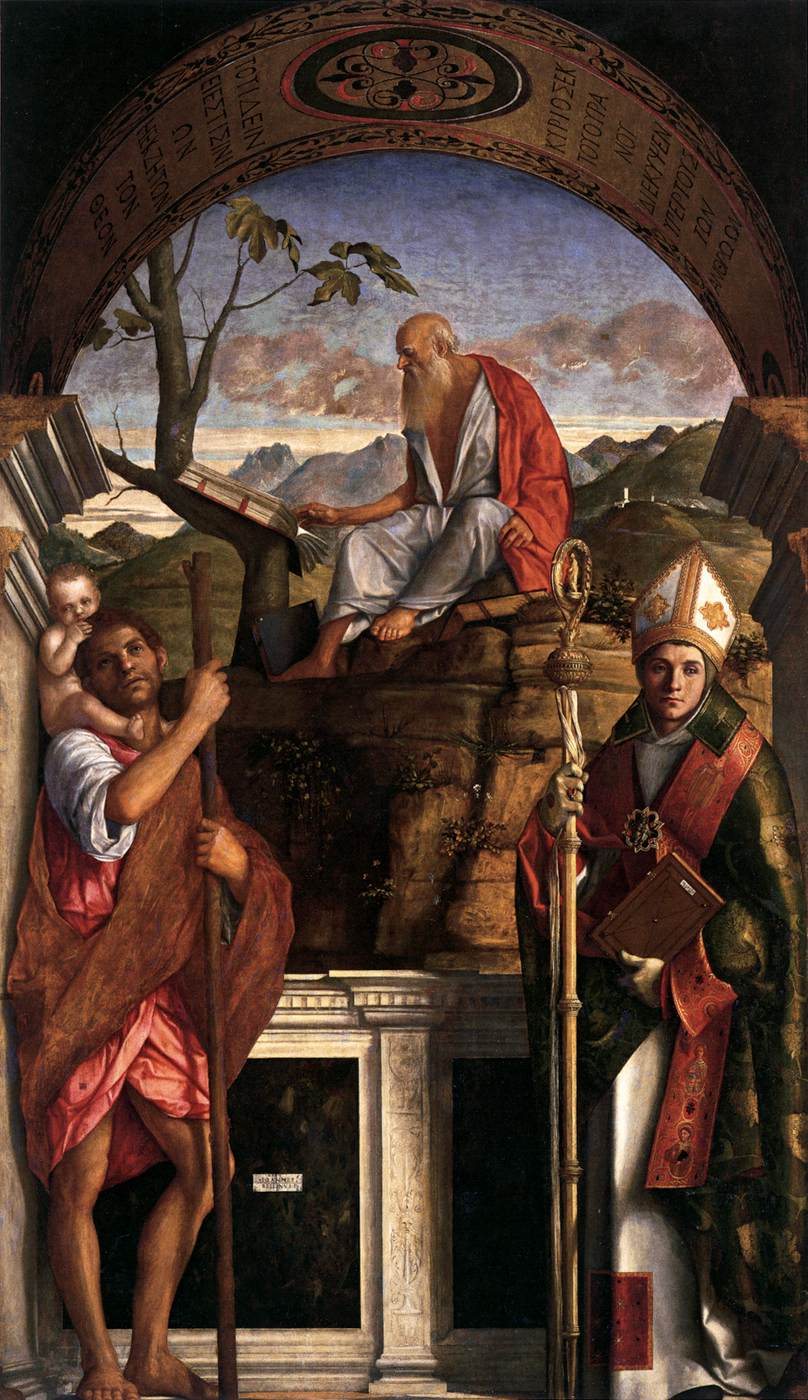
Santos Jerónimo, Cristóbal y Luis Giovanni Bellini.
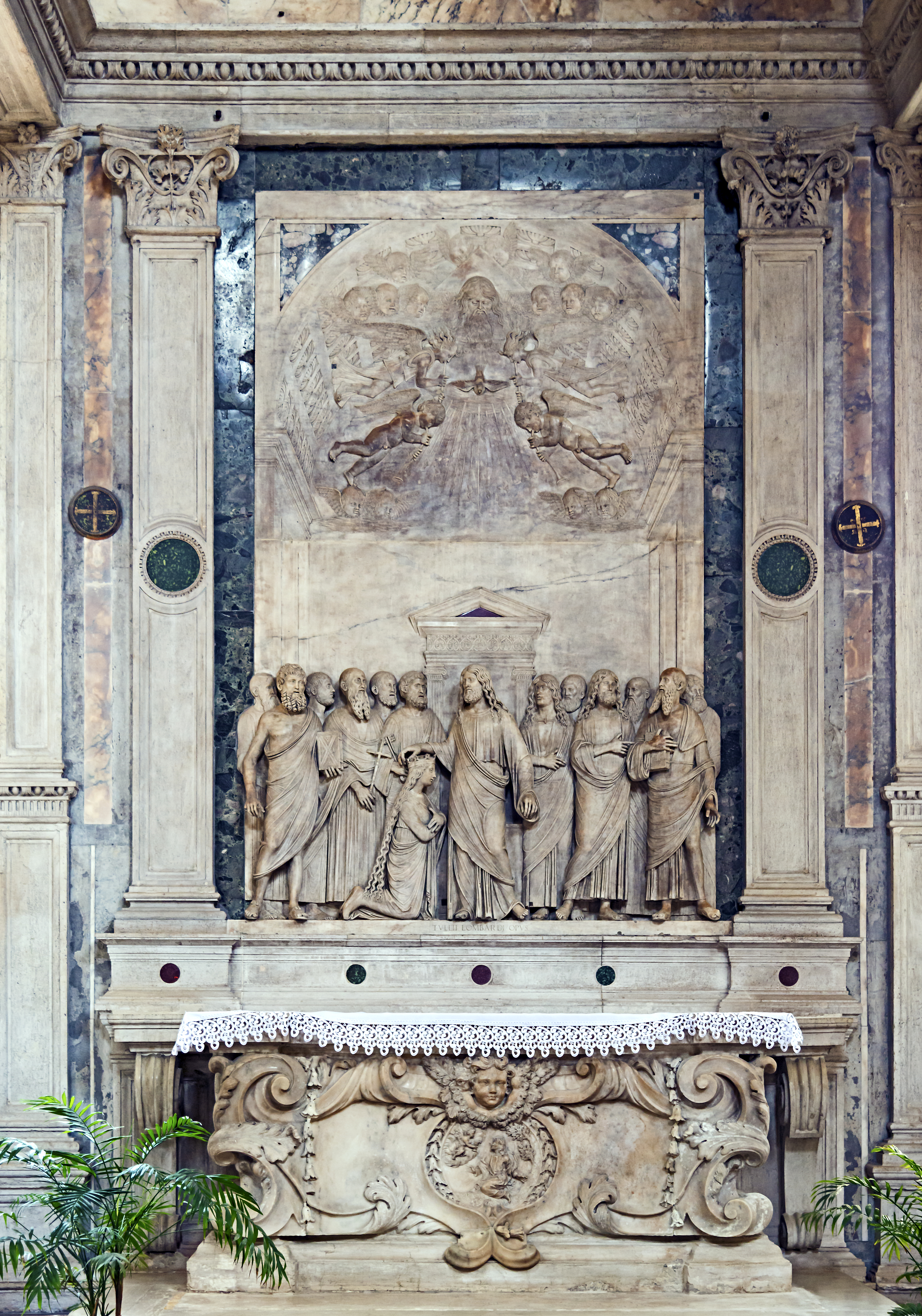
Coronación de la Virgen Tullio Lombardo.
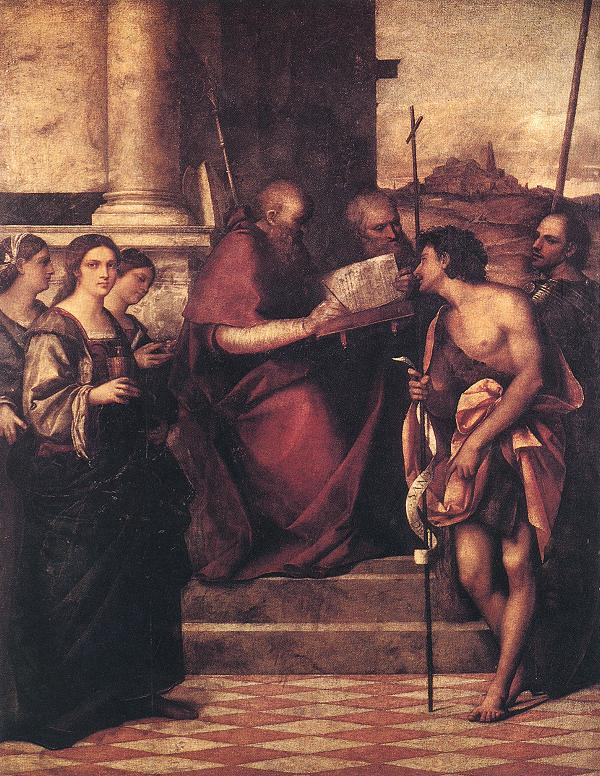
San Juan Crisóstomo y seis santos, de Sebastiano del Piombo.